# Vilcabamba

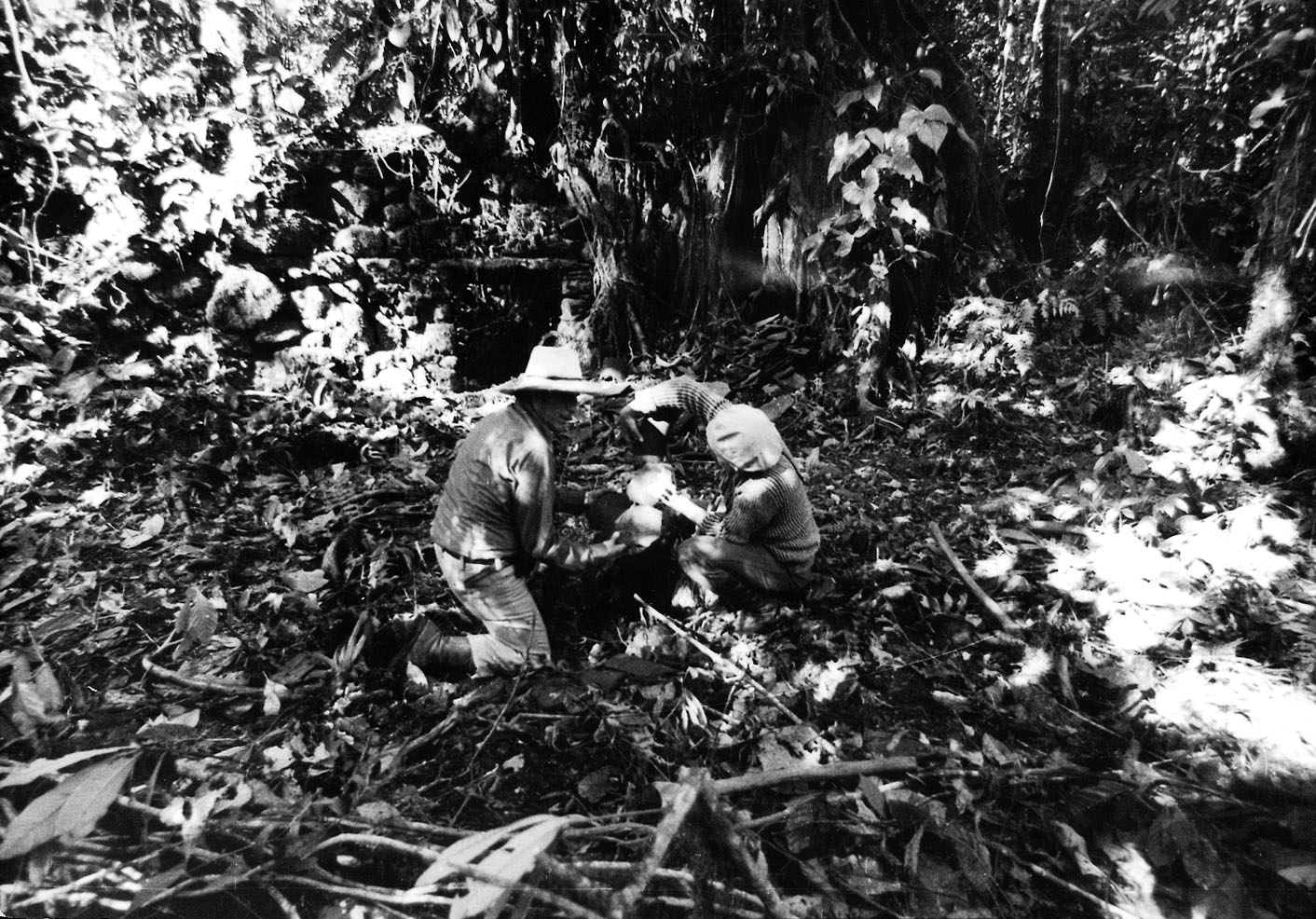
Edmundo Guillen och Elżbieta Dzikowska i ruinerna av Vilcabamba, foto taget av Tony Halik in 1976

Vilcabamba var en stad som grundades av Manco Inca 1539 och var den sista tillflyktsorten för motståndet mot de spanska conquistadorerna. Spanjorerna erövrade staden 1572, vilket markerade slutpunkten för inkafolkets motstånd mot spanjorerna. Staden brändes, området avfolkades och Vilcabambas geografiska läge glömdes bort. Först under 1980-talet karterades området på allvar, efter att det tidigare varit under kontroll av gerillarörelsen Sendero Luminoso.